# Roman Todd
Roman Todd (* 31. März 1985 in New York City, als Samson George Dalton) ist ein US-amerikanischer Pornodarsteller.

## Leben und Karriere
Roman Todd besuchte die Pearl River High School im US-Bundesstaat New York und studierte später Business Marketing und B2B-Marketing an der Alliance University in New York City und an der Binghamton University. Nach dem Abschluss der High School begann er als Fitness-Model und als Personal Trainer zu arbeiten. Über einen Talentscout kam er in die US-Pornoindustrie. Im Alter von 21 Jahren drehte er seinen ersten Pornofilm und nahm den Künstlernamen Roman Todd an.
Im Jahr 2010 begann er im Alter von 25 Jahren seine professionelle Filmkarriere als Pornodarsteller in Schwulen-Pornos beim US-amerikanischen Porno-Label Randy Blue. Er ist seither regelmäßig in Pornofilmen und Pornoserien zu sehen und wirkte mittlerweile in über 100 Produktionen mit. Todd arbeitete u. a. für die Studios Falcon Entertainment, Hot House Entertainment, Icon Male, Noir Male, NakedSword Originals, Men.com, CockyBoys und Next Door Studios, wobei er sowohl in der aktiven (als top) als auch in der passiven Rolle (als bottom) zu sehen war. Er arbeitete im Laufe seiner Karriere u. a. mit den Porno-Regisseuren Chi Chi LaRue, Trenton Ducati und Steve Cruz zusammen. 
Bei Falcon Entertainment war er einige Jahre unter Exklusiv-Vertrag. Für Hot House Video wirkte er unter der Regie von Trenton Ducati in HHSN: Exposed (2018) mit, dem ersten Film der Falcon Studios Group, der seit mehr als 25 Jahren ohne die Verwendung von Kondomen gedreht wurde. 2018 wirkte er in Family Affairs mit, dem ersten Pornofilm des auf schwulen Sex zwischen weißen und schwarzen Darstellern spezialisierten Porno-Labels Noir Male, bei dem er gemeinsam mit Jacen Zhu als Cover-Model präsentiert wurde. 2019 spielte Todd in Beach Rats of Lauderdale mit, dem ersten kondomlosen Pornofilm des Falcon-Labels seit über 30 Jahren. Mehrfach wurde Todd auch bei Falcon-Produktionen als Cover-Model eingesetzt, u. a. bei dem im Sportler-Milieu angesiedelten Film XXX-Fit (2018) und bei Wet Heat (2022).
Ab 2021 drehte Todd auch für Disruptive Films, ein Porno-Label der Alpha Studio Group, das schwulen Sex mit filmisch erzählten Spielfilmhandlungen verknüpft. Ab Ende 2021 arbeitete Todd verstärkt für das Label TransAngels, wo er Sex mit transsexuellen Darstellerinnen hatte. 2023 war Todd für Disruptive Films in dem Krimi-Thriller In Harm's Way als Serienkiller, der bei seinen früheren Verbrechen keinerlei Spuren hinterließ, zu sehen.
Roman Todd gilt als einer der bekanntesten Pornodarsteller im Bereich schwuler Pornografie. Für seine gefühlvollen und authentischen Darstellungen wurde er mehrfach ausgezeichnet, etwa 2023 jeweils als „Performer of the Year“ beim Grabby Award und bei den GayVN Awards. 2022 war Todd im Ranking des Internet-Pornografie-Unternehmens Adult Entertainment Broadcast Network (AEBN) auf Platz 1 der besten männlichen Porno-Darsteller. Im Oktober 2023 wurde eine Kompilation mit Roman Todds besten Szenen, die er für das Label Icon Male gedreht hatte, veröffentlicht.
Todd selbst bezeichnet sich als pansexuell. Ab August 2018 war er mit seiner langjährigen Lebenspartnerin Jacqueline Gfeller verheiratet. Mittlerweile (Stand: 2025) ist er mit der Pornodarstellerin Jewel Diamant liiert. Anfang 2025 wurde Todd in Las Vegas, Nevada, wegen häuslicher Gewalt durch Strangulation, begangen gegenüber seiner Freundin, verhaftet und angeklagt. Er wurde kurzzeitig in Polizeigewahrsam genommen und am nächsten Tag gegen Zahlung einer Kaution wieder freigelassen.

## Filmografie (Auswahl)
- 2010–2025: Randy Blue (36 Folgen)
- 2011: Hola Papi 2 (Randy Blue)
- 2012: The Locker Room 3 (Randy Blue)
- 2014: Cum Smack 2 (Randy Blue)
- 2015: Godfather (Men.com)
- 2016: Straight Boy Seductions 3 (Icon Male)
- 2016: The Stepfather 3 (Icon Male)
- 2018: HHSN: Exposed (Hot House Video)
- 2018: Family Affairs (Noir Male)
- 2018: XXX Fit (Falcon Studios)
- 2019: Beach Rats of Lauderdale (Falcon Studios)
- 2019: Next Door Buddies (NextDoor Studios, 2 Folgen)
- 2019: Curious Neighbor (NextDoor Studios)
- 2021: It's Complicated (Falcon Studios)
- 2021: Horny for the New Year (TransAngels)
- 2022: Wet Heat (Falcon Studios)
- 2022: Random Fucks (Hot House Video)
- 2022: Get Funk'd (Hot House Video)
- 2022: Scrum: Go Big or Go Home (Falcon Studios / Naked Sword)
- 2022: Raver Girl's Desert Pounding (TransAngels)
- 2022: Yee Raw (Men.com)
- 2023: In Harm's Way (Disruptive Films)
- 2023: Jocks and Hard Cocks (Icon Male)
- 2024: Boner Boys (Cocky Boys)
- 2024: Men Over 30 (2 Folgen)
- 2024: Steamy Encounters 2 (Noir Male)
- 2025: Play (Dorcel)
- 2025: TS Girls on Top (TransSensual)

## Auszeichnungen (Auswahl)
- 2022: Str8UpGayPorn Award[25][26] (Best Duo Scene, gemeinsam mit Felix Fox, für Hot Summer, Next Door Studios)
- 2023: Grabby Award[18] (Performer of the Year)
- 2023: GayVN Award[20] (Performer of the Year)